# ThunderCats
ThunderCats is een Amerikaanse animatieserie bestaande uit 130 afleveringen, verspreid over 4 seizoenen, die in de Verenigde Staten werden uitgezonden van 1985 tot 1990. Eind jaren 80 is de serie ook in België uitgezonden op VTM. In Nederland werd ThunderCats op de buis gebracht door de AVRO.
De serie werd geschreven door Leonard Starr. De personages werden bedacht door Tobin Wolf.

## Verhaal
De serie gaat over bewoners van de planeet Thundera, een groep katachtige humanoïden die op zoek gaan naar een ander thuis nadat hun planeet onbewoonbaar werd. Onderweg worden ze aangevallen door een stel mutanten en hun ruimteschip wordt onherstelbaar beschadigd. Jaga, de oudste ThunderCat, die het ruimteschip bestuurt, offert zichzelf op om er zeker van te zijn dat het schip aankomt op de bestemming, Third Earth. De andere Thundercats, die zich van geen kwaad bewust zijn, liggen vredig te slapen in speciale tijdcapsules.
Eens aangekomen op de nieuwe planeet, Third Earth genaamd, merken ze een merkwaardige verandering op. Lion-O, die dezelfde leeftijd had als de Thunderkittens WillyKit en WillyKat, heeft in zijn tijdscapsule een warpveroudering gehad; hij heeft hierdoor zijn tienerjaren overgeslagen en is opeens volwassen. Hij neemt de leiding, zoals voorbestemd, bijgestaan door de Geest van Jaga, die waakt over de Thundercats. Lion-O wordt gesterkt door zijn machtige wapen: het Zwaard van Omen, met het Magische Oog van Thundera erin.
Na aankomst op de nieuwe planeet bouwen de ThunderCats hun hoofdkwartier, Cat's Lair, waar ze strijd leveren voor het goede. De mutanten sluiten een verbond met Mumm-Ra, een eeuwig levende Egyptische mummie. Zowel de mutanten als Mumm-Ra willen het Magische Oog van Thundera veroveren. Lion-O en de andere ThunderCats trachten de vrede op Third Earth te herstellen.

## Personages
ThunderCats:
- Lion-O (Larry Kenney)
- Tygra (Peter Newman)
- Cheetara (Lynne Lipton)
- Panthro (Earle Hyman)
- WilyKit (Lynne Lipton)
- WilyKat (Peter Newman)
- Snarf (Bob McFadden)
- Jaga (Earl Hammond)

Mutanten:
- Slythe (Bob McFadden)
- Monkian (Peter Newman)
- Jackalman (Larry Kenney)
- Vultureman (Earl Hammond)

## Nieuwe serie
Een nieuwe animatieserie over de ThunderCats verscheen in 2011. De serie werd geproduceerd door Ethan Spaulding en Michael Jelenic en kende 26 afleveringen. De eerste aflevering van deze nieuwe serie werd op 29 juli 2011 uitgezonden en werd bekeken door 2,4 miljoen kijkers. De Nederlandse cast bestond onder andere uit Job Bovelander (Lion-O), Tony Neef (Tygra) en Hero Muller (Jaga).
De nieuwe animatieserie bracht ook een nieuwe merchandising met zich mee in de vorm van actiefiguren.

## Spin-offs
- In 1986 verscheen de film ThunderCats – Ho! The Movie. Deze werd later opgesplitst in de eerste vijf afleveringen van seizoen 2.
- In 1985 en 2002 verschenen er stripseries over de Thundercats, gepubliceerd door respectievelijk Marvel Comics en DC Comics.
- De serie kreeg een grote merchandising in de vorm van onder andere speelgoed, een bordspel en lunchtrommels.